# SOS (艾维奇歌曲)
〈SOS〉是瑞典DJ艾维奇的首部遗作，由阿尔宾·内德勒（Albin Nedler）和克里斯托弗·福格马克（Kristoffer Fogelmark）联袂制作，并由美国歌手洛伊·布萊克演唱。这首歌于2019年4月10日发行，并收录在艾维奇于2019年6月6日发行的第三张录音室专辑《Tim》中。这首单曲是艾维奇在《公告牌》舞曲及混音点播榜的第二部冠军单曲（也是他去世后首部冠军单曲），同样是布莱克上榜的第一首单曲，于2019年6月1日登上榜单。
〈SOS〉由阿尔宾·内德勒、克里斯托弗·福格尔马克和艾维奇共同创作。歌曲插入了塔梅卡·科特尔、坎迪·伯鲁斯及凯文·布里格斯制作，TLC乐队演唱歌曲〈No Scrubs〉的部分内容。
〈SOS〉与一段视频共同发布，视频内容包括艾维奇记忆板（Avicii Memory Board）的一些评论以及在发布前两小时的一段幕后视频。在瑞典单曲排行榜上，歌曲在两天内即登上销量榜首。

## 背景
〈SOS〉由词曲和制作团队在2018年4月艾维奇去世后完成。据说在他去世时，歌曲已经完成了75-80%。
共同制作人克里斯托弗·福格尔马克和阿尔宾·内德勒证实，他们在艾维奇去世后收到了他创作歌曲的MIDI文件，并表示歌曲中的所有声音和注记都是艾维奇本人创作的，没有任何额外制作。歌曲中唯一额外制作的是洛伊·布莱克的人声。
虽然艾维奇曾暗示洛伊·布萊克可能为〈SOS〉的歌手，但在艾维奇去世后，布莱克为其录制了人声。

## 制作人员
注名来自于Tidal。
- 阿尔宾·内德勒（Albin Nedler） – 词曲，制作，人声制作，设计，键盘，编排
- 克里斯托弗·福格马克（Kristoffer Fogelmark) – 词曲，制作，人声制作，设计，键盘，编排
- 艾維奇 – 词曲，制作，键盘，编排
- 塔梅卡·科特尔（英语：Tameka Cottle） – 词曲
- 坎迪·伯鲁斯（英语：Kandi Burruss） – 词曲
- 凯文·布里格斯（英语：Kevin "She'kspere" Briggs） – 词曲
- 洛伊·布萊克 – 人声
- 马库斯·滕伯格·韦塞尔（Marcus Thunberg Wessel） – 设计
- 理查德·“西格尔”胡雷迪亚（Richard "Segal" Huredia） – 设计
- 凯文·格兰杰（Kevin Grainger） – 混音和母带
- 朱利奥·罗德里格斯·桑格迪尔（Julio Rodriguez Sangrador） – 混音和母带助理

## 榜单
| 榜单（2019年）                               | 最高 排名 |
| -------------------------------------------- | --------- |
| 澳大利亚（澳大利亚唱片业协会單曲榜）         | 7         |
| 澳大利亚（澳大利亚唱片业协会舞曲榜）         | 1         |
| 奥地利（Ö3四十强单曲榜）                     | 4         |
| 比利时佛兰德（Ultratop五十强单曲榜）         | 2         |
| 比利时佛兰德（Ultratop舞曲榜）               | 1         |
| 比利时瓦隆（Ultratop五十强单曲榜）           | 7         |
| 比利时瓦隆（Ultratop舞曲榜）                 | 1         |
| 加拿大（Canadian Hot 100）                   | 13        |
| 加拿大（《告示牌》Canada CHR）               | 31        |
| 中国（《公告牌》电台外语音乐榜）             | 5         |
| 哥伦比亚（國家報告）                         | 76        |
| 克罗地亚（克羅地亞廣播電視台）               | 1         |
| 捷克（電台百強單曲榜）                       | 1         |
| 捷克（百強數位單曲榜）                       | 4         |
| 丹麥（Hitlisten单曲榜）                      | 4         |
| 厄瓜多尔（國家報告）                         | 23        |
| 歐洲（《告示牌》數位歌曲銷售榜）             | 2         |
| 芬兰（芬蘭官方單曲榜）                       | 1         |
| 法国（法國唱片出版業公會單曲榜）             | 49        |
| 德国（德国官方单曲榜）                       | 8         |
| 德国（德国官方舞曲榜）                       | 1         |
| 希臘（國際唱片業協會希臘分會國際單曲榜）     | 17        |
| 匈牙利（四十強單曲榜）                       | 12        |
| 匈牙利（四十強串流榜）                       | 3         |
| 愛爾蘭（愛爾蘭唱片音樂協會单曲榜）           | 5         |
| 意大利（意大利音乐产业联盟单曲榜）           | 17        |
| 日本（Japan Hot 100）                        | 19        |
| 拉脱维亚（國際唱片業協會）                   | 6         |
| 立陶宛（AGATA）                              | 6         |
| 黎巴嫩（黎巴嫩官方二十强榜）                 | 5         |
| 墨西哥（《公告牌》英格尔斯电台榜）           | 35        |
| 荷兰（荷蘭四十強單曲榜）                     | 1         |
| 荷蘭（Mega Top 50）                          | 1         |
| 荷兰（百强单曲榜）                           | 2         |
| 新西兰（新西兰唱片音乐协会单曲榜）           | 11        |
| 挪威（世道單曲榜）                           | 2         |
| 波蘭（波蘭百大電台榜）                       | 2         |
| 葡萄牙（葡萄牙唱片業協會单曲榜）             | 44        |
| 罗马尼亚（电台百强榜）                       | 24        |
| 蘇格蘭（官方榜單公司單曲榜）                 | 6         |
| 斯洛伐克（百強數位單曲榜）                   | 3         |
| 斯诺文尼亚（SloTop50）                       | 4         |
| 西班牙（西班牙音樂製作協會）                 | 56        |
| 瑞典（瑞典最熱榜）                           | 1         |
| 瑞士（瑞士热门音乐榜）                       | 3         |
| 英國（官方榜單公司單曲榜）                   | 6         |
| 乌克兰（Tophit电台榜）                       | 17        |
| 美國（《告示牌》百強單曲榜）                 | 68        |
| 美國（《告示牌》Dance Club Songs）           | 1         |
| 美國（《告示牌》Hot Dance/Electronic Songs） | 6         |
| 委内瑞拉（國家報告）                         | 10        |

| 榜单（2019年）                       | 排名 |
| ------------------------------------ | ---- |
| 澳大利亚（澳大利亚唱片业协会单曲榜） | 59   |
| 奥地利（Ö3四十强单曲榜）             | 20   |
| 比利时佛兰德（Ultratop五十强单曲榜） | 18   |
| 比利时瓦隆（Ultratop五十强单曲榜）   | 39   |
| 加拿大（加拿大百强单曲榜）           | 71   |
| 丹麦（Tracklisten）                  | 21   |
| 德国（德国官方榜单）                 | 36   |
| 爱尔兰（爱尔兰唱片音乐协会）         | 26   |
| 拉脱维亚（国际唱片业协会）           | 62   |
| 荷兰（荷兰四十强单曲榜）             | 15   |
| 荷兰（百强单曲榜）                   | 24   |
| 波兰（波兰百强电台榜）               | 26   |
| 斯诺文尼亚（SloTop50）               | 25   |
| 瑞典（瑞典最热榜）                   | 1    |
| 瑞士（瑞士热门音乐榜）               | 25   |
| 英国（官方榜单公司单曲榜）           | 34   |
| 美国（《公告牌》舞曲夜店歌曲榜）     | 2    |
| 美国（《公告牌》舞曲/电音歌曲榜）    | 12   |

## 认证
| 地區                                                       | 认证    | 认证单位/销量 |
| ---------------------------------------------------------- | ------- | ------------- |
| 澳大利亚（澳大利亚唱片业协会）                             | 白金    | 70,000‡       |
| 比利时（比利時唱片音樂協會）                               | 白金    | 40,000‡       |
| 加拿大（加拿大音乐协会）                                   | 2× 白金 | 160,000‡      |
| 丹麦（國際唱片業協會丹麥分會）                             | 白金    | 90,000‡       |
| 法国（法國唱片出版業公會）                                 | 金      | 100,000‡      |
| 德国（聯邦音樂產業協會）                                   | 金      | 200,000‡      |
| 意大利（意大利音乐产业联盟）                               | 金      | 25,000‡       |
| 新西兰（新西兰唱片音乐协会）                               | 金      | 15,000‡       |
| 波兰（波蘭音像製造商協會）                                 | 白金    | 20,000‡       |
| 葡萄牙（葡萄牙唱片業協會）                                 | 金      | 5,000‡        |
| 英国（英国唱片业协会）                                     | 白金    | 600,000‡      |
| 美国（美國唱片業協會）                                     | 金      | 500,000‡      |
| *僅含認證的實際銷量 ^僅含認證的出貨量 ‡僅含認證的+實際銷量 |         |               |

## 发行历史
| 国家和地区 | 日期       | 格式            | 唱片公司  | 参考   |
| ---------- | ---------- | --------------- | --------- | ------ |
| 全球       | 2019-04-10 | 数字下载 流媒体 | 环球 格芬 | [ 5 ]  |
| 美国       | 2019-06-25 | 當代流行電台    | 环球 格芬 | [ 89 ] |

## 外部連結
- 豆瓣音乐上《SOS》的資料 （简体中文）